# أماريلدو لويس دي سوزا
أماريلدو لويس دي سوزا هو لاعب كرة قدم برازيلي في مركز الوسط، ولد في 12 يناير 1976 في البرازيل. لعب مع Persik Kediri ‏.

## وصلات خارجية
- أماريلدو لويس دي سوزا على موقع Soccerway.com (الإنجليزية)